# Primærrute 14
De Primærrute 14 is een hoofdweg in Denemarken. De weg loopt van Roskilde via Ringsted naar Næstved. De Primærrute 14 loopt over het eiland Seeland en is ongeveer 56 kilometer lang.